# Motor City Online
 (octobre 2019).
Si vous disposez d'ouvrages ou d'articles de référence ou si vous connaissez des sites web de qualité traitant du thème abordé ici, merci de compléter l'article en donnant les références utiles à sa vérifiabilité et en les liant à la section « Notes et références ».
Motor City Online est un jeu de course jouable uniquement en ligne et publié par Electronic Arts le 21 octobre 2001 aux États-Unis, et qui n'a jamais été diffusé en Europe.

## Principe
Le jeu consiste à acheter des voitures (principalement des muscle cars américaines provenant de 1930 à 1970). Le joueur peut ensuite les personnaliser et courir en ligne contre des joueurs du monde entier.

## Arrêt de production
Le concept du jeu a été abandonné et les serveurs ont fermé le 29 août 2003, Electronic Arts ayant abandonné le concept de Motor City Online pour se consacrer à leur nouveau jeu en ligne : Les Sims Online. EA a néanmoins développé un autre jeu de course en ligne : Need for Speed: World, jeu disponible en free to play et sorti le 27 juillet 2010.

## Récompenses
- E3 2000 Game Critics Awards : Best Racing Game.